# Amastus persimilis
Amastus persimilis är en fjärilsart som beskrevs av George Francis Hampson 1901. Amastus persimilis ingår i släktet Amastus och familjen björnspinnare. Inga underarter finns listade i Catalogue of Life.